# Гола Глава
Гола Глава је насељено место града Ваљева у Колубарском округу. Према попису из 2022. било је 499 становника.
Овде се налази ОШ „Прота Матеја Ненадовић” ИО Гола Глава.

## Историја
Први помен села је забележен у турском попису (тефтеру) за хиџретску 934. годину, тј. 1527/1528. годину по садашњем рачунању времена.

Транскрибован на модерни турски, са османске арабице, унос са 208. странице тефтера TD 144 је гласио овако:
Golo-glava karye, Valyeva nahiye - Село Гола Глава, Нахија Ваљево

## Демографија
У насељу Гола Глава живи 641 пунолетни становник, а просечна старост становништва износи 42,8 година (42,2 код мушкараца и 43,5 код жена). У насељу има 252 домаћинства, а просечан број чланова по домаћинству је 3,15.
Ово насеље је углавном насељено Србима (према попису из 2002. године).
|  |

| Демографија | Демографија | Демографија |
| Година      | Становника  | Становника  |
| ----------- | ----------- | ----------- |
| 1948.       | 1.290       |             |
| 1953.       | 1.283       |             |
| 1961.       | 1.231       |             |
| 1971.       | 1.029       |             |
| 1981.       | 888         |             |
| 1991.       | 767         | 766         |
| 2002.       | 793         | 846         |

| Етнички састав према попису из 2002.‍ | Етнички састав према попису из 2002.‍ | Етнички састав према попису из 2002.‍ | Етнички састав према попису из 2002.‍ | Етнички састав према попису из 2002.‍ |
| ------------------------------------ | ------------------------------------ | ------------------------------------ | ------------------------------------ | ------------------------------------ |
|                                      |                                      |                                      |                                      |                                      |
| Срби                                 | Срби                                 |                                      | 699                                  | 88,14%                               |
| Роми                                 | Роми                                 |                                      | 89                                   | 11,22%                               |
| Хрвати                               | Хрвати                               |                                      | 1                                    | 0,12%                                |
| непознато                            | непознато                            |                                      | 4                                    | 0,50%                                |

| Година пописа     | 1948. | 1953. | 1961. | 1971. | 1981. | 1991. | 2002. |
| ----------------- | ----- | ----- | ----- | ----- | ----- | ----- | ----- |
| Број домаћинстава | 214   | 221   | 243   | 223   | 211   | 211   | 252   |

| Број чланова      | 1  | 2  | 3  | 4  | 5  | 6  | 7  | 8 | 9 | 10 и више | Просек |
| ----------------- | -- | -- | -- | -- | -- | -- | -- | - | - | --------- | ------ |
| Број домаћинстава | 50 | 69 | 32 | 44 | 23 | 22 | 10 | 2 | 0 | 0         | 3,15   |

| Пол    | Укупно | Неожењен/Неудата | Ожењен/Удата | Удовац/Удовица | Разведен/Разведена | Непознато |
| ------ | ------ | ---------------- | ------------ | -------------- | ------------------ | --------- |
| Мушки  | 337    | 75               | 212          | 34             | 13                 | 3         |
| Женски | 326    | 38               | 210          | 68             | 9                  | 1         |
| УКУПНО | 663    | 113              | 422          | 102            | 22                 | 4         |

| Пол    | Укупно                    | Пољопривреда, лов и шумарство | Рибарство                            | Вађење руде и камена | Прерађивачка индустрија       |
| ------ | ------------------------- | ----------------------------- | ------------------------------------ | -------------------- | ----------------------------- |
| Мушки  | 258                       | 221                           | 0                                    | 1                    | 18                            |
| Женски | 173                       | 153                           | 0                                    | 0                    | 6                             |
| УКУПНО | 431                       | 374                           | 0                                    | 1                    | 24                            |
| Пол    | Производња и снабдевање   | Грађевинарство                | Трговина                             | Хотели и ресторани   | Саобраћај, складиштење и везе |
| Мушки  | 0                         | 2                             | 8                                    | 2                    | 2                             |
| Женски | 0                         | 0                             | 8                                    | 1                    | 0                             |
| УКУПНО | 0                         | 2                             | 16                                   | 3                    | 2                             |
| Пол    | Финансијско посредовање   | Некретнине                    | Државна управа и одбрана             | Образовање           | Здравствени и социјални рад   |
| Мушки  | 0                         | 0                             | 1                                    | 2                    | 0                             |
| Женски | 0                         | 0                             | 1                                    | 2                    | 2                             |
| УКУПНО | 0                         | 0                             | 2                                    | 4                    | 2                             |
| Пол    | Остале услужне активности | Приватна домаћинства          | Екстериторијалне организације и тела | Непознато            | Непознато                     |
| Мушки  | 0                         | 0                             | 0                                    | 1                    | 1                             |
| Женски | 0                         | 0                             | 0                                    | 0                    | 0                             |
| УКУПНО | 0                         | 0                             | 0                                    | 1                    | 1                             |

## Галерија
- Гола Глава - панорама
- Гола Глава - панорама
- Гола Глава - црква
- Гола Глава - панорама
- Гола Глава - панорама
- Гола Глава - панорама
- Гола Глава - панорама